# Montagnes russes twister

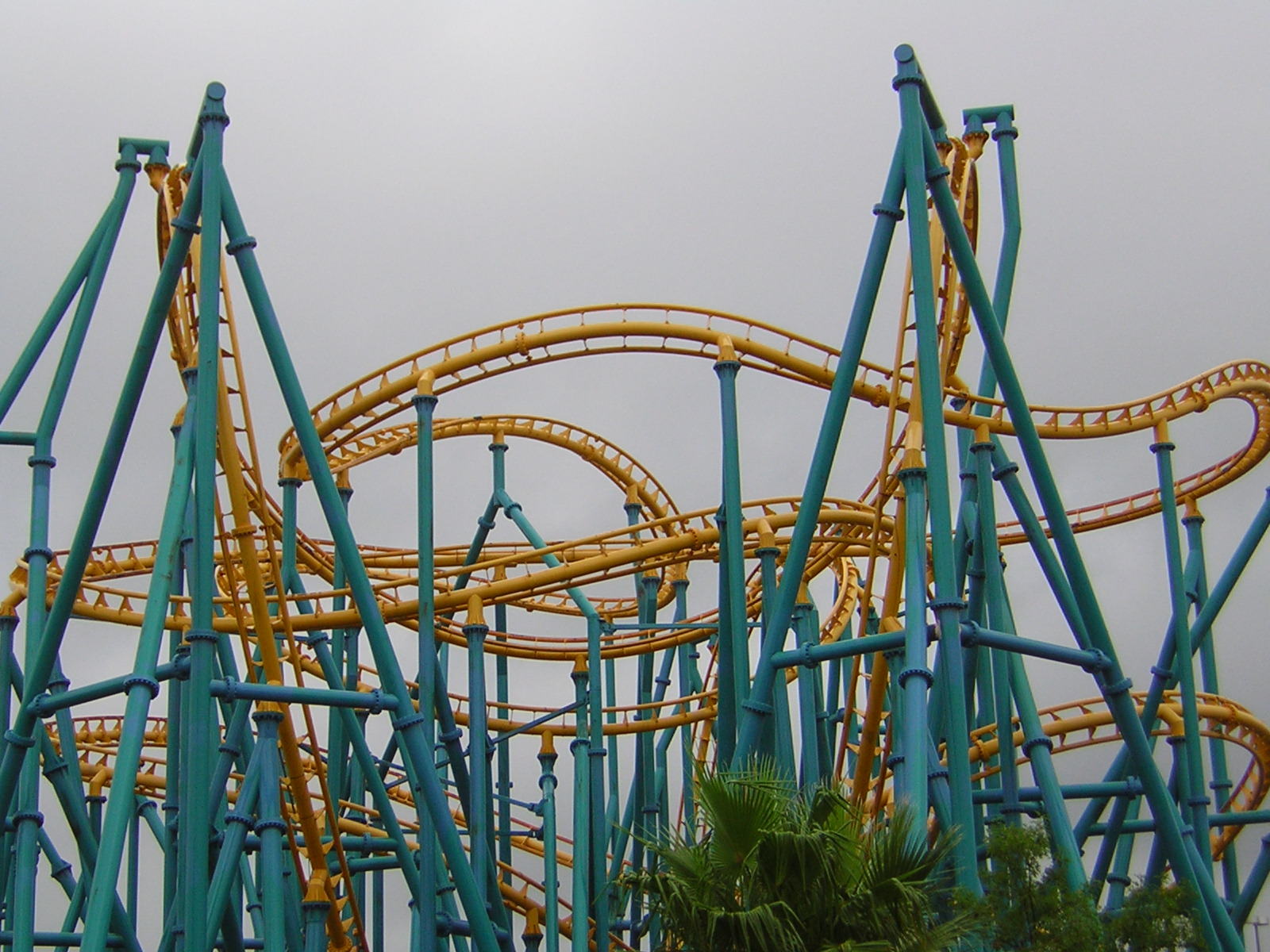
Montagnes russes twister au parc Six Flags Fiesta Texas, situé à San Antonio, au Texas, aux États-Unis.

Montagnes russes twister (twister roller coaster en anglais) est le nom basique donné à n'importe quelles montagnes russes (en bois ou en métal) dont le parcours tend à tourner ou à interagir avec la voie de nombreuses fois. C'est essentiellement l'opposé des montagnes russes aller & retour qui ont souvent un parcours plus simple. Les montagnes russes twister donnent souvent l'illusion d'avoir des points d'éjections  petits et serrés, ou un grand danger, du fait que la structure est souvent traversée plusieurs fois. Ces montagnes russes possèdent de nombreux « Headchoppers ».

## Historique
Les montagnes russes twister ont été inventées dans les années 1920. Cette découverte est créditée à John Miller avec l'invention de la roue upstop et des barres de sécurité. Ces deux éléments ont permis aux designers de construire des montagnes russes avec des parcours de plus en plus tordus et sauvages.

## Comparaison
Un bon exemple pour illustrer cette différence entre out and back et twister est de comparer les deux méga montagnes russes Apollo's Chariot et Raging Bull du constructeur Bolliger & Mabillard construits en 1999 : Apollo's Chariot utilise un traditionnel aller-retour dans son parcours alors que Raging Bull est un twister.